# Rîkiv, Turka
Rîkiv (în ucraineană Риків) este localitatea de reședință a comunei Rîkiv din raionul Turka, regiunea Liov, Ucraina.

## Demografie
Componența lingvistică a localității Rîkiv
     Ucraineană (100%)
Conform recensământului din 2001, toată populația localității Rîkiv era vorbitoare de ucraineană (100%).